# Kommanditbolag
Kommanditbolag (kan förkortas KB) är en bolagsform där två olika typer av delägare förekommer: sådana med begränsat ekonomiskt ansvar ("kommanditdelägare" eller "tyst bolagsman") respektive minst en med obegränsat ekonomiskt ansvar (komplementär eller "ansvarig bolagsman"). Begreppet kommanditbolag förekommer inom associationsrätten i både Sverige och Finland, med olika termer för ägartyperna. Motsvarande bolagsformer finns också i många andra länder.
Ett kommanditbolag är liksom handelsbolag och aktiebolag juridiska personer. Kommanditbolaget kan liksom aktiebolagen ta in delägare som enbart ansvarar för ett begränsat kapital som de har satt in i bolaget. Sådana bolagsmän betecknas i Finland tyst bolagsman, i Sverige kommanditdelägare. Det måste finnas en sådan i varje kommanditbolag. Förutom denna person måste det finnas en ansvarig bolagsman (i Sverige: komplementär), en person som är fullt ansvarig för bolagets skulder. Det fulla betalningsansvaret för alla skulder och andra förpliktelser ligger hos den ansvariga bolagsmannen.

## Om kommanditbolag i Sverige
Ett bolagsavtal om att bilda ett kommanditbolag bör vara skriftligt. Om inte annat avtalats gäller 3 kap. Lag (1980:1102) om handelsbolag och enkla bolag.
Avtalet ska innehålla uppgifter om:
- bolagets namn (firma)
- bransch
- kommun där verksamheten bedrivs
- bolagsmännens namn och hur stor ekonomisk insats var och en gjort
- räkenskapsår

Ett kommanditbolag ska registreras på Bolagsverket, vilket kan ske på företagarsajten verksamt.se. eller med blankett 902.

## Syfte med kommanditbolag
Kommanditbolaget kan vara en lämplig företagsform i det fall en företagare inte vill bedriva enskild näringsverksamhet och inte heller vill bilda ett aktiebolag, men ändå vill ha en juridisk person att bedriva näringsverksamheten i. I så fall är det lämpligt att företagaren själv blir ansvarig bolagsman och en annan person som är beredd att satsa pengar i projektet blir tyst bolagsman. Den senare behöver inte ha några förvaltningsrättigheter eller skyldigheter och riskerar inte heller att förlora mer än satsat kapital i det fall kommanditbolaget skulle hamna i betalningssvårigheter. Delägarna bör då bolaget grundas reglera hur eventuell vinst eller förlust ska fördelas i ett så kallat kommanditbolagsavtal.

## Beskattning
De skatterättsliga bestämmelserna överensstämmer helt med dem som gäller handelsbolag, det vill säga att det är delägarna som inkomstbeskattas. Dessa tar inte ut lön ur bolaget utan beskattas – oavsett hur små eller stora uttag de gjort – för den vinst, som bolaget visar och baserat på en justerad anskaffningsuppgift (JAU). Bolaget belastas däremot med eventuell fastighetsskatt, mervärdesskatt, avkastningsskatt på pensionsavsättningar och särskild löneskatt. Var och en av bolagsmännen beskattas med egenavgifter på sin andel av företagets vinst.

## Övrigt
När kommanditbolaget representeras med namnet i handlingar som till exempel fakturor, så måste företagsnamnet anges tillsammans med ordet kommanditbolag eller med förkortningen "KB". Stiftelser och ideella föreningar får inte vara komplementärer.